# Дренето
Дренето е защитена местност в община Ботевград в землището на село Литаково. Под името „Дренето“ са обединени местностите „Дренето“, „Бабанова курия“, „Шавара“ и „Драганова орница“. Защитената територия е създадена със Заповед 779/19.10.1979 г. на Комитета за опазване на природната среда. Територията е с обща площ 33 хектара.
При обявяване на местността за защитена територия тя е била в по-голямата си част мочурлива. Днес, предвид промените в климата, местността е засушена и се полагат сериозни грижи за нейното опазване и съхранение. Забранени са ловуването, отсичането на дървета и строителството.

## Флора и фауна
Местността включва естествени ливади, сред които има стари дъбови дървета, по които гнездят сиви чапли и бели щъркели. 
Тревистата растителност е от низинни сенокосни ливади, в които участват видовете сеноклас и козя брада. Заедно с тях се срещат лапад, широколистен папур, дребна водна леща, триделна водна леща, катушка, жаблекова лаваница, влакнеста върбовка, блатно еньовче, лютиче, жълтурче, горска майка, влакнеста теменуга, петнист змиярник, камшик, градско омайниче, къпина, ленивче, жълтица, орехче, паричка, изящно великденче, змийско мляко. От дървесните и храстовите видове се срещат: орех, черна елша, бяла върба, черен бъз, акация, полски бряст, трънка и 11 стари дъбови дървета, на около 500 години.
Гръбначната фауна е представена от планинска водна жаба, обикновен тритон, дългоопашат синигер, сива овесарка, сива врана, бял щъркел, испанско врабче, обикновен мишелов, черношипа ветрушка, а от безгръбначните в блатата има водни кончета и воден скорпион. По данни от 1977 г. върху дърветата има 12 гнезда на чапли и 11 на щъркели. В края на 1999 г. общият брой гнезда е 22.

## Фотоалбум
- Гнезда на сиви чапли
- Гнезда на сиви чапли
- Гнезда на сиви чапли
- Обикновен мишелов
- Шъркели